# Élasto-capillarité

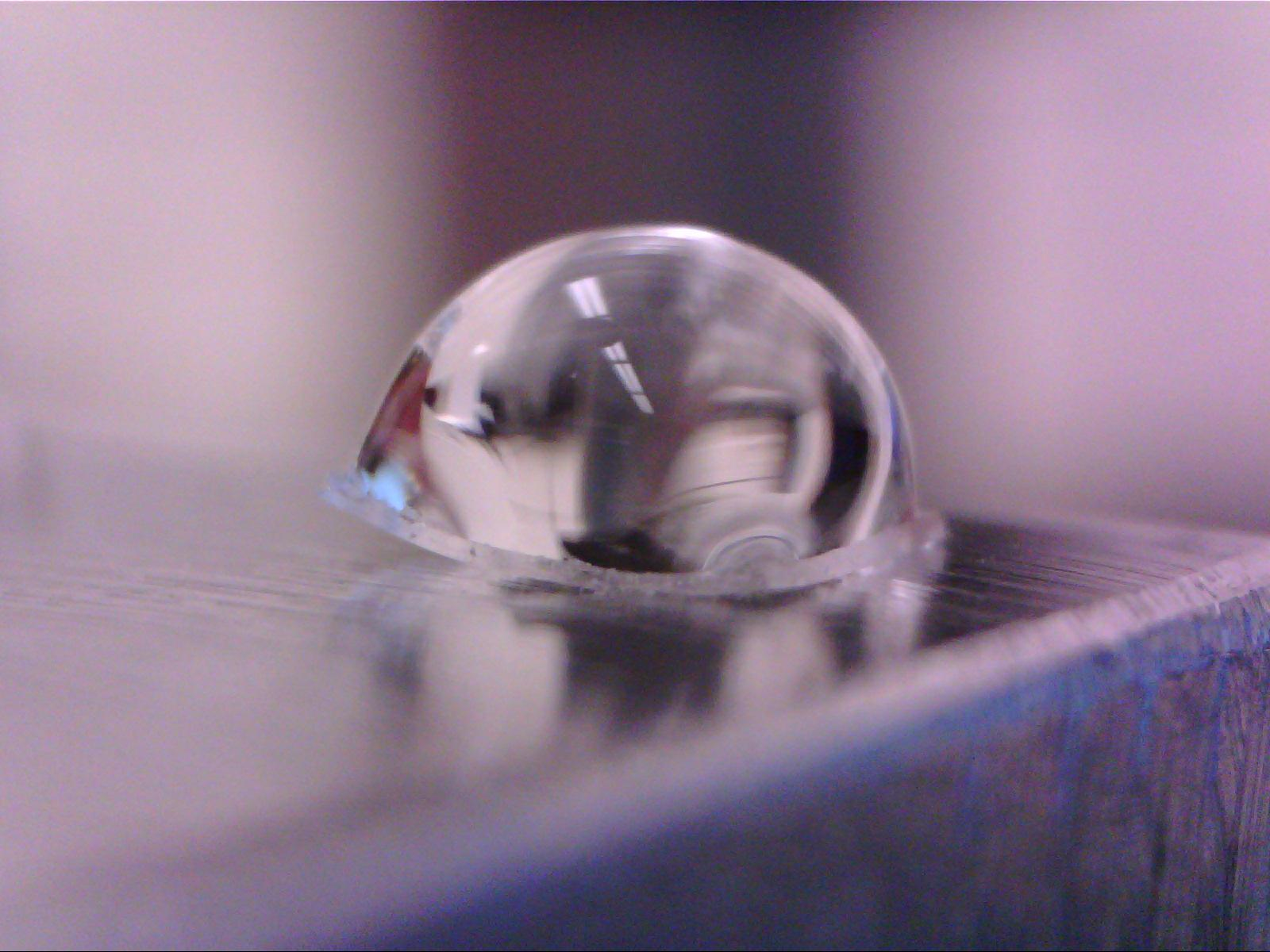
Illustration de la capacité des forces capillaires à déformer une feuille de PDMS.

L'élasto-capillarité est la capacité des forces capillaires à déformer un matériau solide. Comme tous les phénomènes capillaires, elle ne se manifeste qu'à petite échelle.